# Coalición Húngara de Voivodina
La Coalición Húngara de Voivodina (en húngaro, Magyar Koalíció (MK); en serbio, Мађарска Коалиција (МК), Mađarska Koalicija (MK)), es una coalición política compuesta por los tres partidos políticos a favor de la etnia húngara en Serbia: Alianza por los Húngaros de Voivodina, Partido Democrático por los Húngaros de Voivodina y Comunidad Democrática de los Húngaros de Voivodina. El líder de la coalición es István Pásztor.
La coalición está a favor de la permanencia de la provincia en Serbia, pero reclama un mayor estatus de autogobierno respecto al gobierno central.

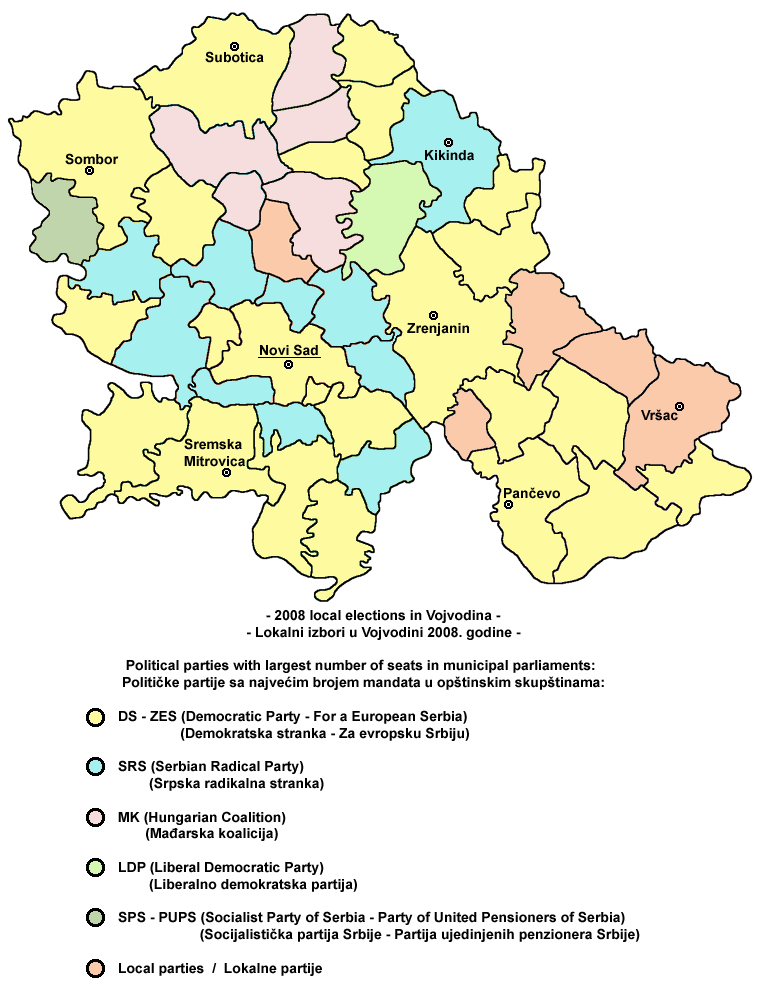

- Datos: Q290031